# سلالة لوزينيان

شعار سلالة لوزينيان.

آل لوزينيان هي عائلة ملكية من أصل فرنسي، والتي حكمت على جزءًا كبيرًا من أوروبا والمشرق العربي، بما في ذلك مملكة بيت المقدس، ومملكة قبرص ومملكة أرمينيا الصغرى، وكان لها تأثيرًا كبيرًا في إنجلترا وفرنسا.
تعود أصول الأسرة إلى بواتو، بالقرب لوزينيان في غرب فرنسا، في أوائل القرن العاشر. وبحلول نهاية القرن الحادي عشر، أزدادت أهمية الأسرة لتصبح اللوردات الأبرز في المنطقة من خلال قلعتهم في لوزينيان. في أواخر القرن الثاني عشر ومن خلال الزواج والميراث، سيطر فرع من العائلة على الممالك الصليبية وهي مملكة بيت المقدس، ومملكة قبرص ومملكة أرمينيا الصغرى، كانت جزيرة قبرص تابعة للإمبراطورية البيزنطية حتى قام يوحنا كومنينوس بالاستيلاء على الجزيرة والاستقلال بها عام 1185. في عام 1191 قام ملك إنجلترا ريتشارد بالاستيلاء على الجزيرة ثم باعها لفرسان الهيكل الذين بدورهم باعوها إلى غي دي لوزينيان. واستمرت كمملكة حتى سنة 1489 بعد أن باعتها أخر ملكاتها من الفرع القبرصي إلى جمهورية البندقية.
أنشأت مملكة أرمينيا الصغرى قبل الحروب الصليبية، ولكن البابا انوسنت الثالث منح لها صفة المملكة، ثم أصبحت بعد ذلك شبه غربية حين حكمتها سلالة لوزينيان الفرنسية. بعد مشاكل أولية مع الإمبراطورية البيزنطية تمكنت أرمينيا الصغرى من تثبيت نفسها مطورةً علاقاتها مع الغرب، حيث تأثرت بالثقافة الفرنجية التي جلبتها معها العوائل القادمة مع الصليبيين تأثيراً كبيراً على تنمية المملكة، وكما أنها كانت تتمتع بموقع استراتيجي هام على الطرق التجارية القادمة من الشرق باتجاه البندقية وجنوا. انتهى وجود أرمينيا الصغرى بغزوها من قبل المماليك عام 1375. وقد فر الفرع الأرمني من الأسرة إلى فرنسا، وأخيرًا إلى روسيا.

## معرض صور

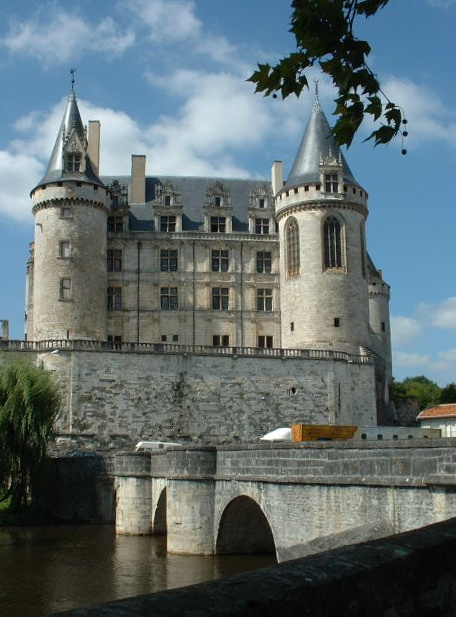
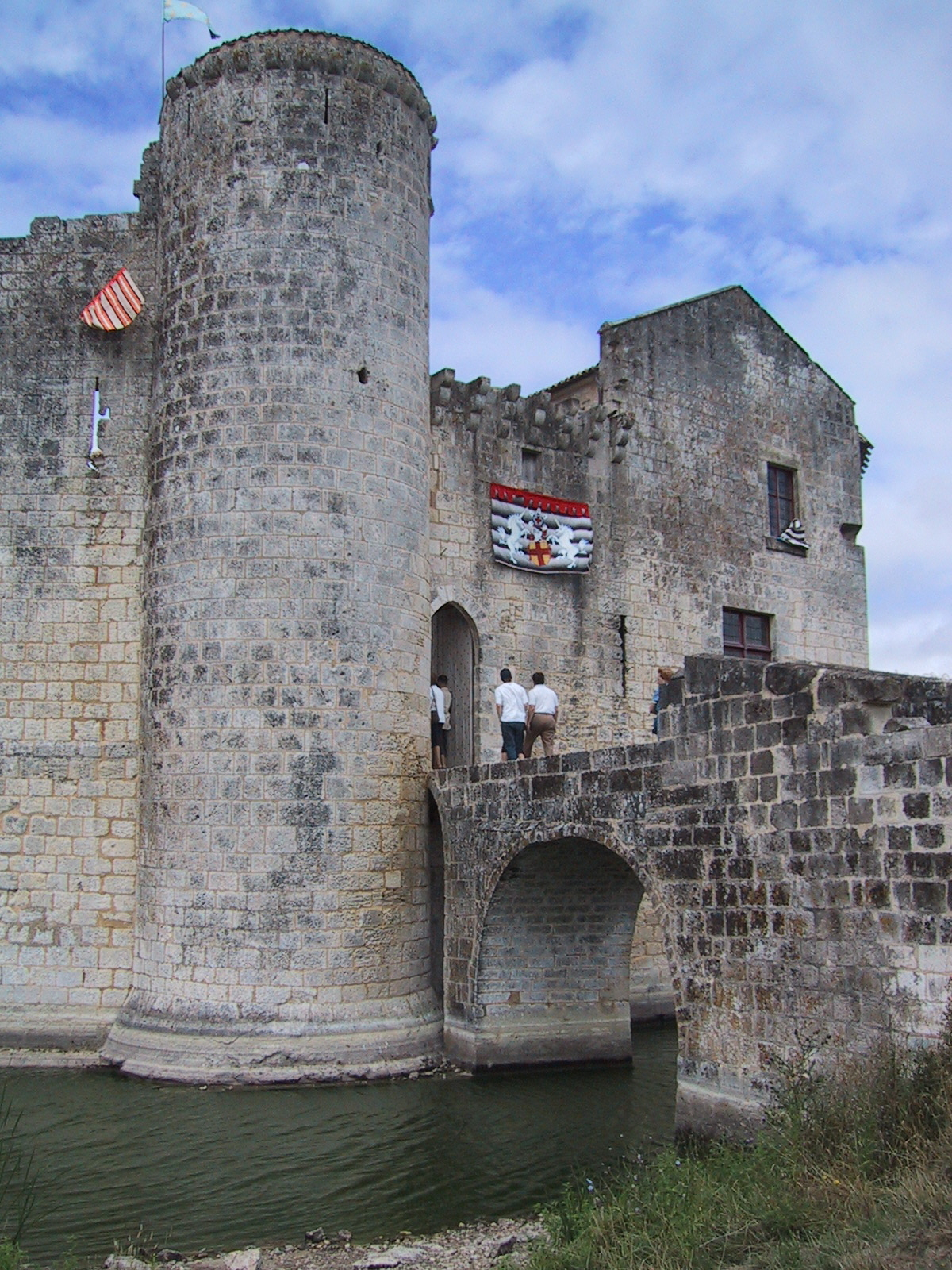
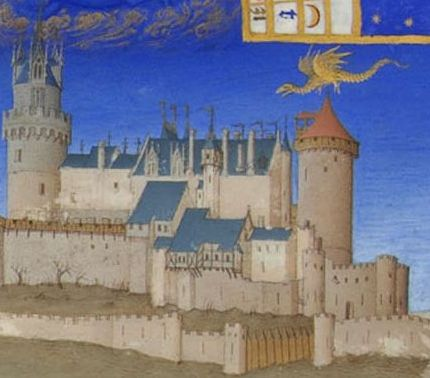
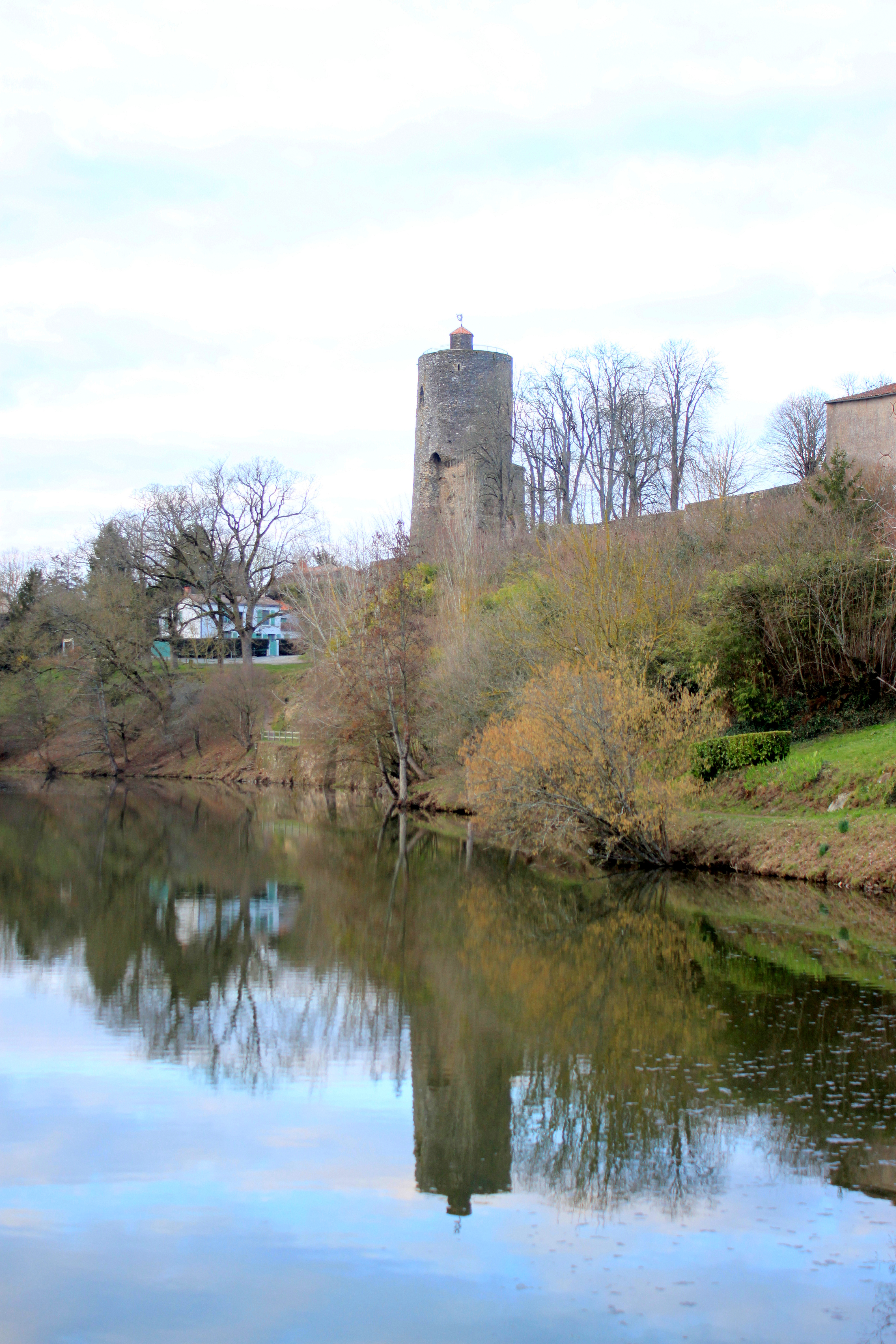
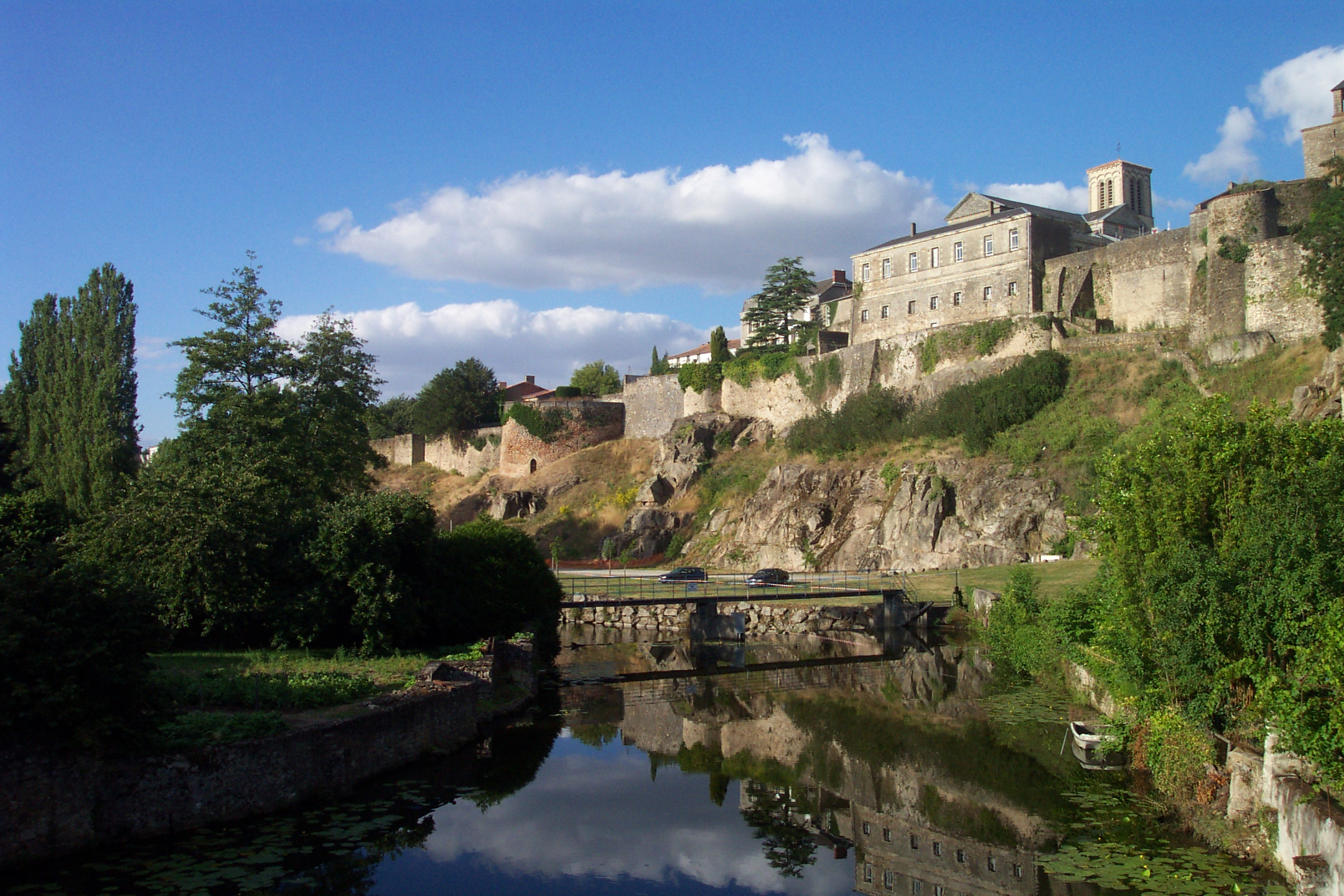